# Chess.com
Chess.com est un serveur internet d'échecs, créé dans sa version actuelle en mai 2007. Il s'agit également d'un forum internet, d'un réseau social et d'une application mobile consacrés au  jeu d'échecs.
En 2021, le site figure parmi les principaux serveurs d'échecs. En 2023, le site est considéré comme le serveur d'échecs le plus important, notamment en ce qui concerne le trafic Internet.
Il organise régulièrement des tournois de parties rapides, de bullet et de blitz auxquels participent les meilleurs joueurs du monde.

## Histoire

### Fondation et débuts
Chess.com est lancé en 1995 par Aficionado, une entreprise de Berkeley en Californie. L'objectif est de distribuer un moteur d'échecs appelé Chess Mentor. En 2005, Chess.com est racheté par Erik Allebest et Jarom Severson. Avec une équipe de développeurs de logiciels, le site est transformé en portail d'échecs et relancé en 2007, le site compte alors environ 10 000 membres. Par la suite, le nombre d'utilisateurs de Chess.com augmente constamment, notamment grâce à des rachats. En 2007, le site chesspark.com, est racheté, puis en 2018 le moteur d'échecs Komodo.

### Réponse à l'invasion de l'Ukraine par la Russie
Le 27 février 2022, Chess.com condamne dans un communiqué l'invasion russe de l'Ukraine. Les drapeaux russes et biélorusses sont remplacés par un drapeau neutre. À la suite de cette prise de position, le site est censuré en Russie. Par la suite, le site et ses membres relayent à plusieurs reprises des témoignages et des messages de soutien à l'Ukraine, dans les articles publiés notamment, comme le 24 février 2023, un an après le début de l'invasion.

### Rachat de Play Magnus Group
Le 24 août 2022, Chess.com annonce sur Twitter que l'entreprise Play Magnus Group (en), entreprise appartenant au champion du monde Magnus Carlsen, accepte son offre d'achat de toutes ses actions pour un montant estimé à 83 millions de dollars. Il s'agit d'une opération de concentration, car ainsi Chess.com devient à terme propriétaire du site Internet concurrent Chess24.com, de différents outils d'apprentissage des échecs (Chessable, Aimchess, GingerGM, iChess), du magazine New in Chess et de la maison d'édition Everyman Chess. Ce rachat s'inscrit aussi dans un contexte de difficultés économiques pour l'entreprise Play Magnus Group, plusieurs de ses produits ne parvenant pas à être rentables,. Le rachat est effectif le 16 décembre 2022 et fait de Magnus Carlsen l'ambassadeur du site.

### Controverse sur des tricheries de 2022
En septembre 2022, lors d’un compétition organisée par le site, la  Sinquefield Cup, Hans Niemann l’emporte contre Magnus Carlsen. À la suite de cette défaite, Carlsen se retire du tournoi en faisant des allusions selon lesquelles il se retirait parce que Niemann avait triché. Cette accusation entraîne de nombreuses polémiques dans le monde des échecs. Chess.com analyse alors l’historique des parties de Niemann et publie un rapport affirmant que Hans Niemann aurait "vraisemblablement triché dans plus de 100 parties d'échecs en ligne, dont plusieurs lors d'événements dotés de prix", alors que Niemann affirme n’avoir triché que lorsqu’il avait entre 12 et 16 ans. À la suite de cela, en octobre 2022, Hans Niemann porte plainte contre Magnus Carlsen, Hikaru Nakamura et Chess.com pour diffamation, réclamant 100 millions de dollars de dommages et intérêts. En juin 2023, un juge fédéral américain rejette cette plainte.
En août 2023, un accord est signé entre Niemann, Carlsen et Chess.com. Selon cet accord, Niemann est réintégré sur la plateforme Chess.com, et Carlsen a déclaré être prêt à l'affronter à nouveau en compétition.

### Explosion de popularité de la fin 2022 à 2023
Dès la fin de l'année 2022, le site bat des records de fréquentation, revendiquant 100 millions d'utilisateurs à la fin de l'année 2022 et 31 700 000 parties jouées sur la journée du 20 janvier 2023[réf. nécessaire]. Le 2 février, l'application se classe, selon ses fondateurs, à la première place mondiale des téléchargements sur la plateforme iOS App Store. Le 3 mars, l'application annonce un nouveau record : 2 milliards de parties ont été jouées sur le site le mois précédent[réf. nécessaire].
Le doublement de l'activité du site entre le début décembre 2022 et la fin janvier de l'année suivante provoque une surcharge générale des serveurs, qui perdure même plusieurs mois plus tard, et donne lieu régulièrement à des problèmes d'accès au site[réf. nécessaire]. 
L'entreprise compte à cette période plus de 400 salariés, répartis dans différents domaines d'activités : ingénieurs systèmes, modérateurs, créateurs de contenu, responsables marketing[réf. nécessaire].

### Partenariat avec Lofi Girl
En décembre 2023, la chaîne YouTube lance une vidéo intitulée Lofi Girl x Chess.com ♟ - chill beats to play chess to. Il s'agit pour la chaîne d'annoncer son partenariat avec le site Chess.com.

## Fonctionnalités
Le site propose un large accès à une variété de contenus et de modes de jeu. Le site est toutefois basé sur un modèle freemium, de nombreuses possibilités n'étant accessibles que sur paiement d'un abonnement mensuel[réf. souhaitée].
Le site donne ainsi accès à un large éventail de modes de jeu et de contrôles de temps pour les parties. Celles-ci peuvent être jouées, contre des adversaires réels, où qu'ils soient dans le monde, ou face à l'ordinateur, qui joue à un niveau et selon un style de jeu au choix du joueur. Elles peuvent être jouées en bullet (une minute au total pour chaque joueur), en blitz ou rapide (chronométré avec un temps prédéfini) ou en différé, les coups étant étalés sur plusieurs jours, voire semaines, à la manière des échecs par correspondance. Un grand nombre de variantes peuvent aussi être jouées, comme le Chess960, ou échecs aléatoires Fischer, du nom de Bobby Fischer, champion du monde et inventeur du principe du jeu, ou le Duck Chess. Le visionnage de parties en direct de grands joueurs, ou de streamers est aussi possible.
En plus des parties, les joueurs peuvent résoudre tous les jours des problèmes, ou puzzles, pour améliorer leurs compétences tactiques, et défier les autres utilisateurs[réf. souhaitée].
Des leçons d'échecs, traitant de points tactiques ou stratégiques précis et des grands principes du jeu sont également disponibles[réf. souhaitée].
Le site offre aussi des fonctionnalités apparentées à celles d'un réseau social ou d'un forum, par la constitution de clubs, la lecture et l'écriture de commentaires et d'articles sur le thème des échecs[réf. souhaitée].
De nombreuses autres fonctionnalités sont présentes, le site s'adapte ainsi au jeune public avec ChessKids, propose une autre façon d'apprendre les échecs avec Chessable[réf. souhaitée].

## Tournois organisés

### Speed Chess Championship
Depuis 2016, Chess.com organise un tournoi à élimination directe de blitz et bullet, le Speed Chess Championship (appelé initialement en 2016 le Grandmaster Blitz Battle Championship). Les matchs durent trois heures et sont constitués de parties de blitz 5 + 2 pendant 90 minutes, suivies de 60 minutes de blitz 3 + 1, et de trente minutes de bullet 1 + 1.
| Année(s)   | Vainqueur       | Finaliste              | Marque de la finale | Demi-finalistes                              |
| ---------- | --------------- | ---------------------- | ------------------- | -------------------------------------------- |
| 2016       | Magnus Carlsen  | Hikaru Nakamura        | 14,5 - 10,5         | Aleksandr Grichtchouk Maxime Vachier-Lagrave |
| 2017 -2018 | Magnus Carlsen  | Hikaru Nakamura        | 18 - 9              | Wesley So Fabiano Caruana                    |
| 2018       | Hikaru Nakamura | Wesley So              | 15,5 - 12,5         | Maxime Vachier-Lagrave Jan-Krzysztof Duda    |
| 2019       | Hikaru Nakamura | Wesley So              | 19,5 - 14,5         | Ian Nepomniachtchi Vladislav Artemiev        |
| 2020       | Hikaru Nakamura | Maxime Vachier-Lagrave | 18,5 - 12,5         | Wesley So Magnus Carlsen                     |
| 2021       | Hikaru Nakamura | Wesley So              | 23 - 8              | Ding Liren Nihal Sarin                       |
| 2022       | Hikaru Nakamura | Magnus Carlsen         | 14,5 - 13,5         | Nihal Sarin Maxime Vachier-Lagrave           |
| 2023       | Magnus Carlsen  | Hikaru Nakamura        | 13,5 - 12,5         | Wesley So Maxime Vachier-Lagrave             |
| 2024       | Magnus Carlsen  | Alireza Firouzja       | 23,5 - 7,5          | Hikaru Nakamura (3e) Hans Niemann (4e)       |

### Bullet Chess Championship
Depuis 2019, Chess.com organise un tournoi à élimination directe de parties en mode  bullet', le Bullet Chess Championship.
| Année | Vainqueur        | Finaliste         | Troisième(s)                      | Quatrième                         |
| ----- | ---------------- | ----------------- | --------------------------------- | --------------------------------- |
| 2019  | Hikaru Nakamura  | Oleksandr Bortnyk | Maxime Vachier-Lagrave            | Levon Aronian                     |
| 2020  | Hikaru Nakamura  | Alireza Firouzja  | Daniel Naroditsky Andrew Tang     | Daniel Naroditsky Andrew Tang     |
| 2021  | Alireza Firouzja | Andrew Tang       | Hikaru Nakamura Daniel Naroditsky | Hikaru Nakamura Daniel Naroditsky |
| 2022  | Hikaru Nakamura  | Andrew Tang       | Daniel Naroditsky                 | Lê Tuấn Minh                      |
| 2023  | Hikaru Nakamura  | Magnus Carlsen    | Alireza Firouzja                  | Daniel Naroditsky                 |
| 2024  | Alireza Firouzja | Hikaru Nakamura   | Daniel Naroditsky                 | Samuel Sevian                     |
| 2025  | Alireza Firouzja | Oleksandr Bortnyk | Daniel Naroditsky                 | Denis Lazavik                     |

### Titled Tuesday
Le Titled Tuesday est un tournoi à appariements suisses de neuf rondes, de cadence blitz (3 + 2) organisé tous les mardis et réservé aux joueurs titrés. Le gagnant est récompensé de 1 500 €.

### Titled Cup
Le Titled Cup est une compétition qui dure un an. Cette compétition est assez spéciale car on ne la joue pas directement : en effet, cette compétition comptabilise les points remportés lors des Titled Tuesday et établit un classement qui est mis à jour après chaque mardi[source secondaire nécessaire] (tuesday)

### PogChamps
Les PogChamps sont une série de tournois d'échecs amateurs, organisée par Chess.com en 2020 et 2021 en partenariat avec Twitch, et ouverts uniquement aux streamers, quel que soit leur niveau. Y participent notamment le Français Sardoche, le Canadien xQc et l'Américain Ludwig.